# Honda Jazz
Honda Jazz er en 5-dørs hatchback med tværliggende frontmotor og forhjulstræk i minibils klassen.

Type AA blev produceret mellem 1983 og 1986, og blev solgt i Europa som Honda Jazz, da Opel brugte City navnet som bilen hed uden for Europa. Honda Jazz (City) blev afløst af Honda Logo og Honda genoplivede i 2001 navnet Jazz til deres nye minibil, som i hjemlandet (Japan), Kina og Amerika hedder Fit.

2. generation vandt Årets Bil i Danmark i 2009, og fik en 5. plads i Årets Brugtbil 2016.